# 29 maggio
Il 29 maggio è il 149º giorno del calendario gregoriano (il 150º negli anni bisestili). Mancano 216 giorni alla fine dell'anno.

## Eventi
- 363 – L'imperatore romano Giuliano sconfigge l'esercito dei Sasanidi davanti alla capitale Ctesifonte;
- 757 – Viene consacrato al soglio papale papa Paolo I;
- 1167 – Viene combattuta la battaglia di Prata Porci nei pressi di Tuscolo;
- 1176 – Le truppe della Lega Lombarda sconfiggono l'esercito imperiale di Federico Barbarossa nella battaglia di Legnano, con cui fu posta la parola fine al tentativo di egemonizzazione dei comuni dell'Italia settentrionale da parte dell'imperatore tedesco; essendo assurta a simbolo della vittoria delle popolazioni italiane su quelle straniere, Legnano è l'unica città oltre a Roma a essere citata ne Il Canto degli Italiani di Goffredo Mameli e Michele Novaro, inno nazionale italiano dal 1946, e la battaglia è ricordata annualmente dal Palio di Legnano;
- 1414 – Concilio di Costanza;
- 1453 – Le armate turche ottomane del sultano Mehmed II prendono Costantinopoli dopo un assedio di due mesi, sconfiggendo e uccidendo in battaglia l'imperatore Costantino XI Paleologo e ponendo così fine al millenario Impero Romano d'Oriente;
- 1660 – Restaurazione inglese: Carlo II viene riportato sul trono d'Inghilterra;
- 1677 – Il Trattato di Middle Plantation stabilisce la pace tra i coloni della Virginia e i locali amerindi;
- 1727 – Pietro II diventa zar di Russia;
- 1733 – A Québec i canadesi difendono il diritto ad avere schiavi pellerossa;
- 1790 – Il Rhode Island diventa l'ultima delle Tredici colonie originali degli Stati Uniti d'America a ratificare la costituzione e viene ammesso come tredicesimo Stato;
- 1848
  - Battaglia di Curtatone e Montanara;
  - Il Wisconsin viene ammesso come trentesimo Stato degli USA;
- 1855 – Nel Regno di Sardegna, Vittorio Emanuele II pone la sua firma alla Legge sui conventi che aveva fatto scoppiare la Crisi Calabiana;
- 1864 – L'arciduca Massimiliano d'Austria arriva in Messico per la prima volta;
- 1886 – Il farmacista John Pemberton inizia a pubblicizzare la Coca-Cola;
- 1903 – Alessandro I di Serbia viene assassinato a Belgrado dall'organizzazione della Mano Nera (Crna Ruka);
- 1913 – A Parigi si tiene la prima del balletto La sagra della primavera su musiche di Igor' Fëdorovič Stravinskij;
- 1914 – Il transatlantico Empress of Ireland affonda nel Golfo di San Lorenzo causando 1024 vittime;
- 1918 – Un decreto istituisce il servizio militare obbligatorio in Russia;
- 1919 –  Arthur Eddington osserva e documenta la posizione spostata delle stelle durante un'eclissi solare, confermando sperimentalmente la teoria della relatività di Albert Einstein;
- 1936 – A New York il pugile tedesco Max Schmeling batte a New York lo statunitense Joe Louis per fuori combattimento alla dodicesima ripresa;
- 1940 – Fausto Coppi vince, con oltre quattro minuti di vantaggio, la tappa del Giro d'Italia Firenze–Modena e conquista la sua prima maglia rosa;
- 1945 – In Germania viene ucciso il bambino di quattro anni Richard Jenne, ultima vittima riconducibile al Programma Aktion T4;
- 1950 – La St. Roch, prima nave a circumnavigare il Nord America, arriva a Halifax, in Nuova Scozia;
- 1953 – Edmund Hillary e Tenzing Norgay conquistano la cima del monte Everest in Nepal;
- 1954 – Canonizzazione di papa Pio X;
- 1967 – A seguito della dichiarazione d'indipendenza della Nigeria, scoppia la guerra del Biafra;
- 1977 – Janet Guthrie diventa la prima donna a qualificarsi per la 500 miglia di Indianapolis;
- 1985 – Strage dell'Heysel: a Bruxelles, Belgio, 39 persone muoiono e centinaia rimangono ferite durante gli scontri scoppiati nella finale di Coppa dei Campioni tra Juventus e Liverpool;
- 1994 – Va in onda l'ultima puntata della serie Star Trek: The Next Generation, dal titolo Ieri, oggi e domani;
- 2000 – Indonesia: con l'inizio delle investigazioni per il reato di corruzione, il presidente Suharto viene messo agli arresti domiciliari;
- 2004 – Attacco di un commando di Al Qaida a un centro petrolifero iracheno entro il 30 giugno;
- 2005 – Gli elettori francesi bocciano il referendum sul Trattato per una Costituzione per l'Europa;
- 2012 – L'Emilia-Romagna viene colpita da forti scosse di terremoto, la più forte delle quali ha magnitudo 5.8 ed epicentro nei pressi di Medolla, in provincia di Modena; le scosse vengono avvertite in tutto il Nord Italia, soprattutto in Veneto e Lombardia.

## Nati
Ci sono circa 1 080 voci su persone nate il 29 maggio; vedi la pagina Nati il 29 maggio per un elenco descrittivo o la categoria Nati il 29 maggio per un indice alfabetico.

## Morti
Ci sono circa 470 voci su persone morte il 29 maggio; vedi la pagina Morti il 29 maggio per un elenco descrittivo o la categoria Morti il 29 maggio per un indice alfabetico.

## Feste e ricorrenze

### Civili
Internazionali:
- ONU - Giornata Internazionale delle Forze di pace delle Nazioni Unite[1]

Regionali:
- Lombardia - Festa regionale della Lombardia[2]

### Religiose
Cristianesimo:
- San Paolo VI, papa
- Santa Bona di Pisa, vergine
- Santi Conone e Conello, martiri ad Iconio
- Sant'Esichio di Antiochia, martire
- Sant'Esuperanzio di Ravenna, vescovo
- San Gerardo di Mâcon, monaco e vescovo
- San Massimino di Besançon, vescovo
- San Massimino di Treviri, vescovo
- San Massimo di Verona, vescovo e martire
- Santi Sisinnio, Martirio e Alessandro, martiri trentini
- Sant'Urszula Ledóchowska, religiosa, fondatrice delle Suore orsoline del Sacro Cuore di Gesù Agonizzante
- San Senatore, vescovo di Milano
- Beati Guglielmo Arnaud e dieci compagni, martiri
- Beato Egidio Dalmasia, mercedario
- Beata Elia di San Clemente (Teodora Fracasso), monaca carmelitana
- Beata Gherardesca di Pisa, monaca camaldolese
- Beato Joseph Gérard, sacerdote, missionario
- Beati Guglielmo Scott e Riccardo Newport, martiri
- Beato Riccardo Thirkeld, sacerdote e martire
- Beato Rolando Rivi, seminarista cattolico

Bahá'í:
- Ascensione di Bahá'u'lláh, fondatore della fede Bahá'í